# Samuel ben Moses ibn Tibbon
Samuel ben Moses ibn Tibbon (XIII secolo – XIII secolo) è stato un traduttore francese di religione ebraica.

## Biografia
Fu fratello di Giuda ibn Tibbon e figlio di Moses ibn Tibbon.
Si parla di lui in un responsum di Shlomo ben Aderet riguardo ad un processo intentato da Samuel alla ricca cugina Bionguda, la più giovane delle tre figlie di Bella, sorella del padre Moses ibn Tibbon. Dopo la morte del marito Jacob ha-Kohen (1254), Bella si era recata a Marsiglia, dove Bionguda si era fidanzata con un certo Isaac ben Isaac. Samuel, che in quell'epoca viveva probabilmente a Marsiglia, gli contestò la legittimità del fidanzamento, dicendo di avere sposato legalmente Bionguda quando lei viveva ancora a Napoli, la qual cosa era da lei negata. Il processo relativo a questa disputa fu studiato da Isidore Loeb e Heinrich Graetz.